# Зеленково (Московская область)
Зеленково — деревня в Истринском районе Московской области. Входит в состав Павло-Слободского сельского поселения. Население — 30 чел. (2010), зарегистрировано 5 садовых товариществ.
Находится примерно в 16 км на юго-восток от Истры, на левом берегу реки Истры и 29 км от МКАД, высота над уровнем моря 155 м. Ближайшие населённые пункты: в полукилометре, на другом берегу Истры, Павловская Слобода на юге и Борзые на западе, Рождествено — в 1 км севернее.

## История
В XVI веке и до последней четверти XVII века селение входило в состав Горетова стана Московского уезда, в вотчину боярина Бориса Ивановича Морозова. В конце XVII века вотчина перешла в дворцовое ведомство и Зеленково осталось в составе Московского уезда. После ряда административных изменений конца XVIII века деревня оказалась в Звенигородском уезде. В начале XX века деревня состояла в Павловской волости Звенигородского уезда, постановлением президиума Моссовета от 14 января 1921 года, вместе с волостью, включена в состав Воскресенского уезда, при этом был образован Зеленковский сельсовет. В 1927 году был образован Рождественский сельсовет и Зеленково включили в его состав. Постановлением президиума ВЦИК от 14 января 1929 года уезды были упразднены, село вошло в состав Воскресенского района Московского округа Центрально-Промышленной области (с 3 июня 1929 года — Московская область). В ходе укрупнения сельсоветов 1950-х годов Рождественский сельсовет был упразднён и Зеленково включили в состав Павло-Слободского совета.

## Население
| 2002 | 2006 | 2010 |
| ---- | ---- | ---- |
| 155  | ↘12  | ↗30  |